# Suerser Berg
Der Suerser Berg (auch Süerser Berg geschrieben) ist eine südliche und mit etwa 143 m ü. NHN die zweithöchste Erhebung des Höhenzuges Gehrdener Berg. Er liegt bei Gehrden in der niedersächsischen Region Hannover. Auf der Erhebung befinden sich ein Hügelgrab, Gedenksteine und eine Gedenkstätte.

## Geographie

### Lage
Der Suerser Berg liegt im Süden des Gehrdener Berg zwischen dem Kernort von Gehrden im Nordosten sowie dem Wennigser Ortsteil Degersen im Südwesten und dem Gehrdener Ortsteil Redderse im Westen. Nordnordwestlicher Nachbar ist der Köthnerberg (ca. 136 m) und südöstlicher der Kniggenberg (ca. 120 m). Nach Osten fällt seine Landschaft zur Haferriede ab, nach Westen zum Levester Bach, die beide der Südaue zufließen.
Auf der Erhebung liegen Teile des Landschaftsschutzgebiets Gehrdener Berg (CDDA-Nr. 321028; 1968 ausgewiesen; 8,5 km² groß).

### Naturräumliche Zuordnung
Der Suerser Berg gehört in der naturräumlichen Haupteinheitengruppe Niedersächsische Börden (Nr. 52), in der Haupteinheit Calenberger Lößbörde (521) und in der Untereinheit Hannoversche Börde (521.0) zum Naturraum Gehrdener Lößhügel (521.01).

## Infrastruktur
Der Suerser Berg ist bewaldet, vorherrschende Baumart ist die Buche. Mehrere Forst- und Wanderwege führen um und über die Erhebung. An ihrem Nordostrand liegt das KRH-Klinikum Robert Koch Gehrden.

## Suersen
Eine Siedlung Suersen entstand zwischen dem 9. und 12. Jahrhundert am Gehrdener Berg. Vor dem Dreißigjährigen Krieg befand sich hier ein Gut der Familie von Suersen bzw. Sudersen. Dieses ging durch Heirat in den Besitz derer von Reden über, die die Gebäude abbrechen und als neuen Sitz das Gut Franzburg in Gehrden errichten ließen.

## Hügelgrab, Gedenksteine und -stätte
Auf der Kuppe des Suerser Berg findet sich ein etwa 3000 Jahre altes, auch Königsgrab genanntes, Hügelgrab. Darauf stehen das Holle-Denkmal als ein Gedenkstein für den in der Schlacht bei Waterloo gefallenen Carl Ludewig von Holle (1785–1815) und eine Gedenkstätte für die Toten der beiden Weltkriege.
Ein Gedenkstein des Gehrdener Augenarztes Fechner steht etwa 33 Höhenmeter unterhalb der Kuppe am südlichen Waldrand des Suerser Berg.

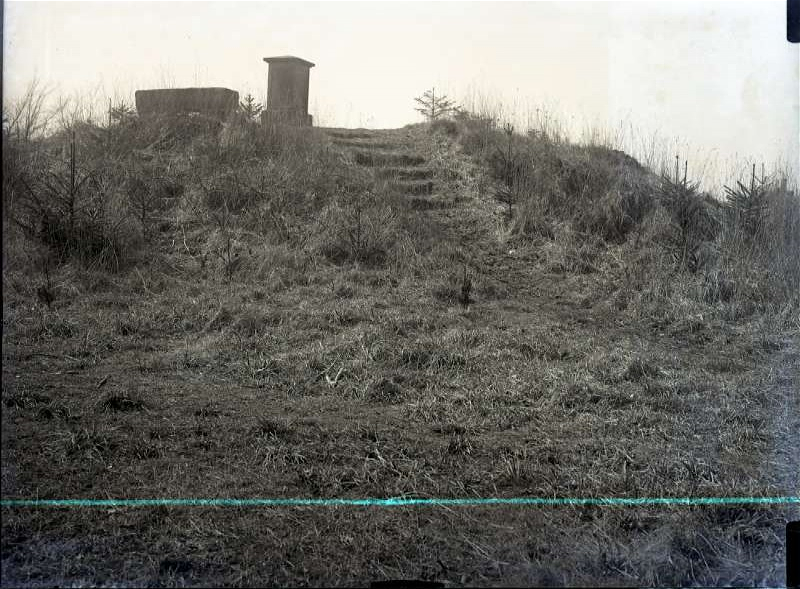
Unbewaldete Bergkuppe mit Treppe zum Holle-Denkmal: Foto: August Kageler, um 1940
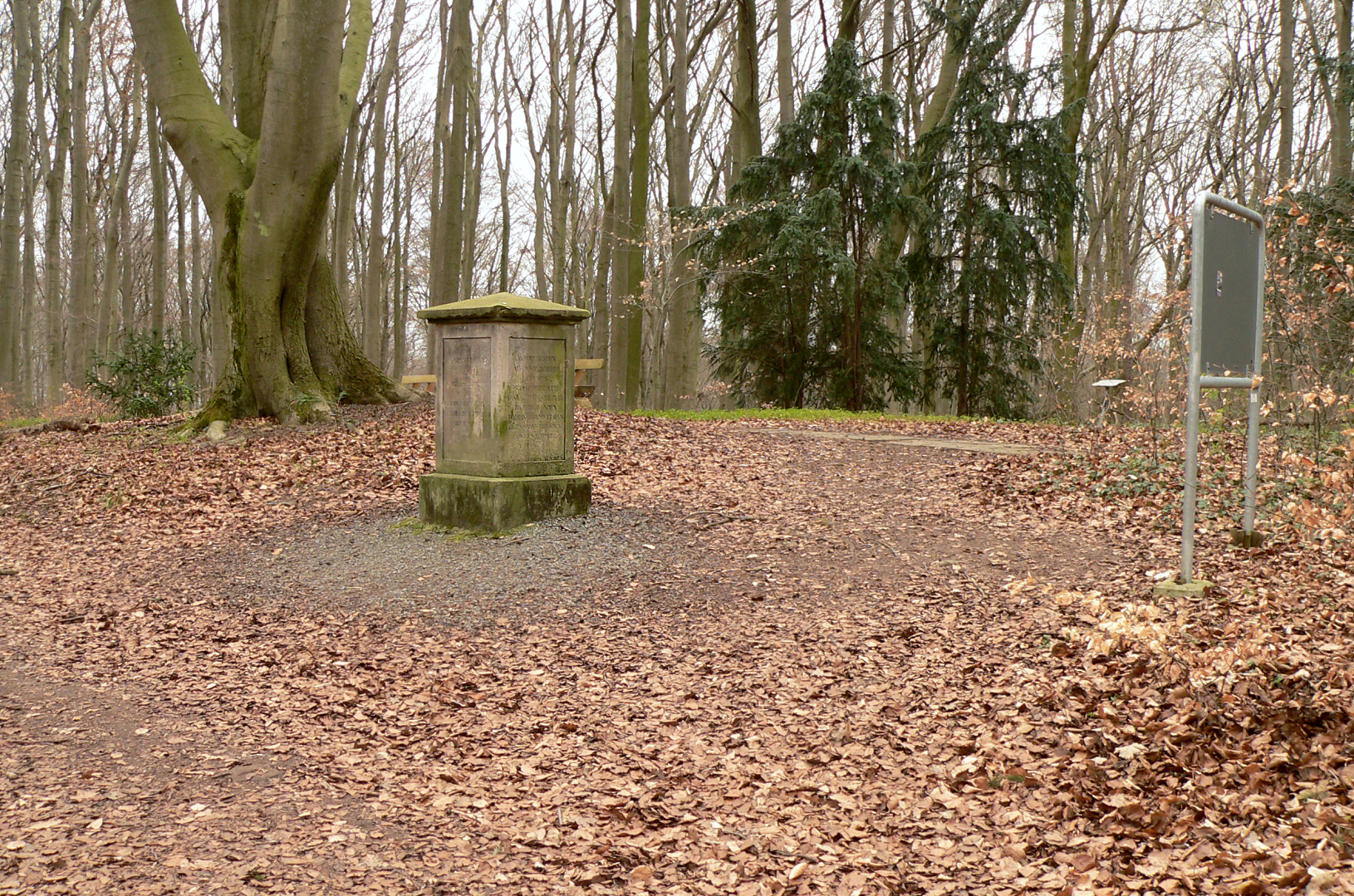
Hügelgrab mit Gedenkstein für Carl Ludewig von Holle
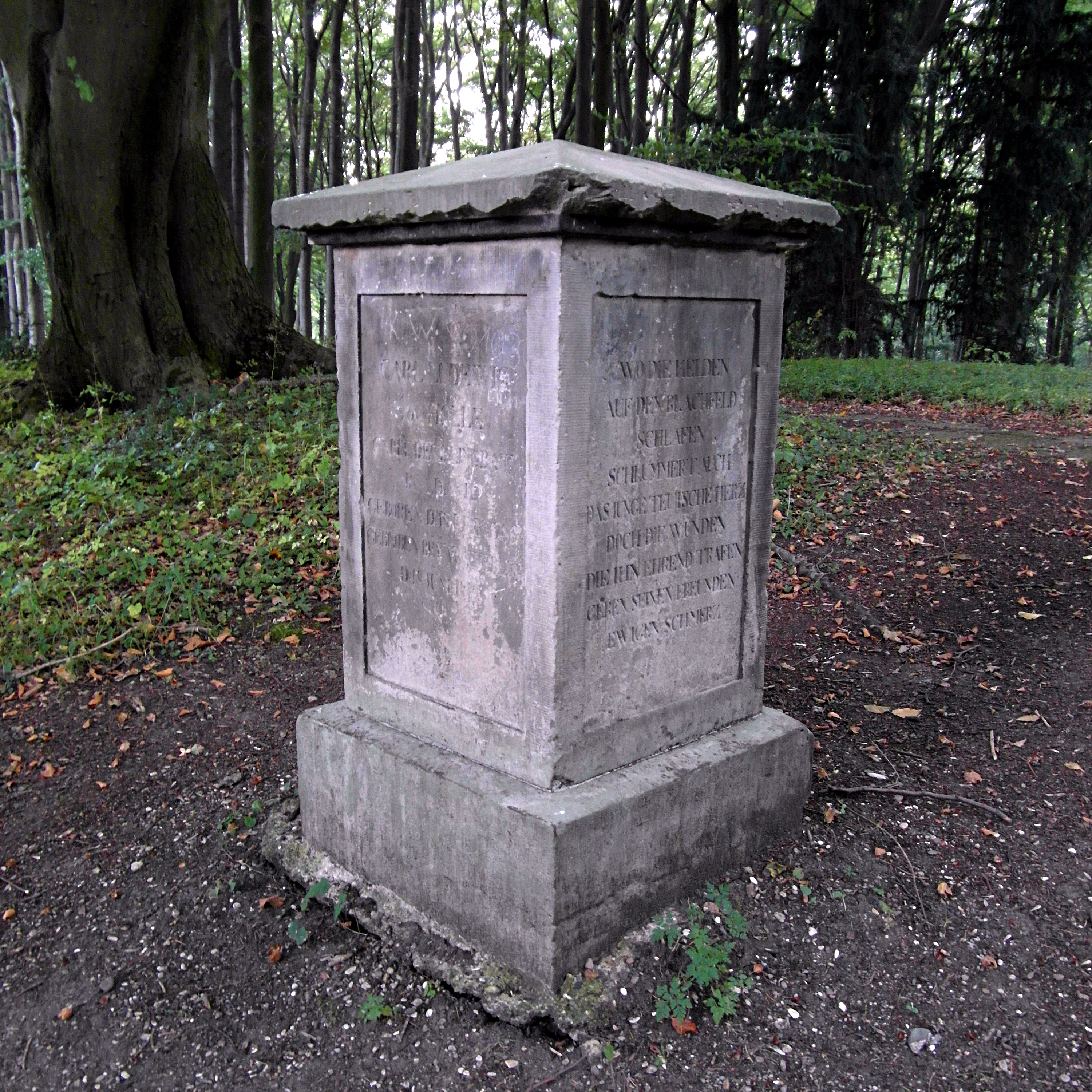
Holle-Denkmal
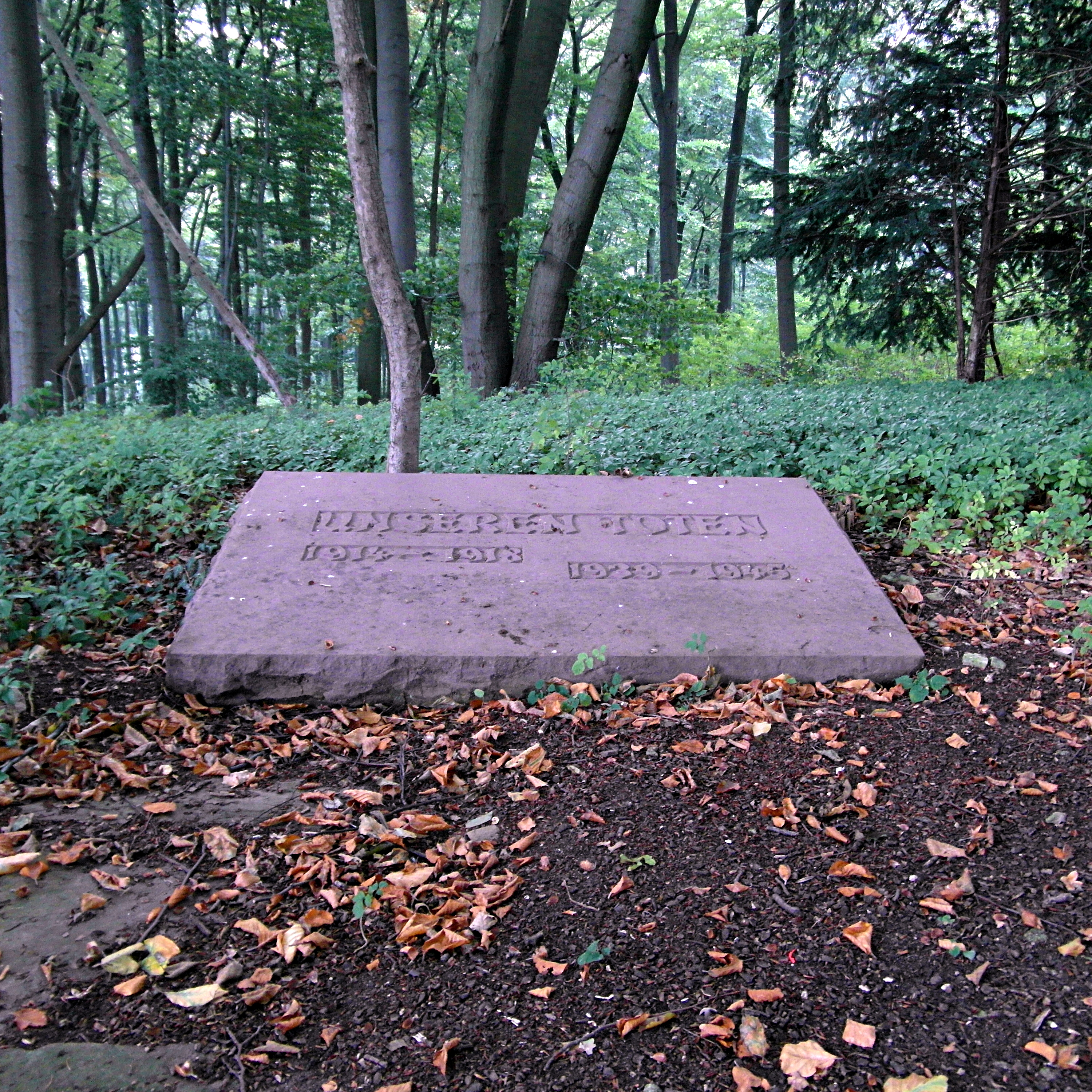
Gedenkstein für die Toten der Weltkriege
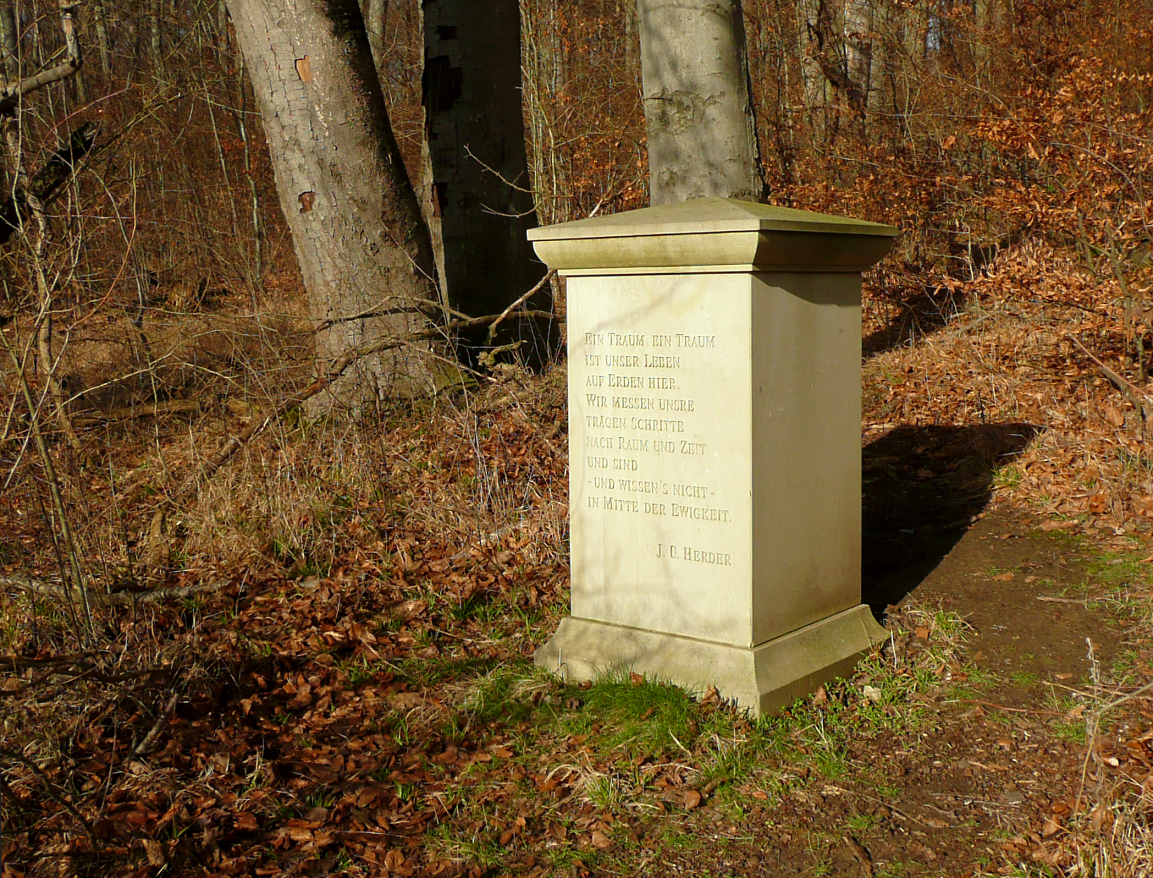
Gedenkstein des Gehrdener Augenarztes Fechner mit Herder-Zitat am südlichen Waldrand des Suerser Berg